# BSWW Mundialito 2009
Navigation
2008 2010
L'édition 2009 du BSWW Mundialito est la 14e fois que se tient la compétition. Elle a lieu sur la plage de Praia da Rocha à Portimão (Portugal) du 7 au 9 août 2009.
L'équipe du Portugal remporte pour la 3e fois le tournoi.

## Participants
- Brésil

- Émirats arabes unis

- Espagne

- Portugal

## Déroulement
La compétition se déroule dans un format tournoi toutes rondes où tous les participants sont opposés une seule fois au cours de la compétition. Lors d'une égalité, la différence de buts particulière prime sur celle générale.

## Tournoi

### Journée 1
| 7 août 2009 | Brésil | 3 - 1 | Espagne |  |  |
|             |        |       |         |  |  |

|  | Émirats arabes unis | 1 - 3 | Portugal |  |  |
|  |                     |       |          |  |  |

### Journée 2
| 8 août 2009 | Brésil | 7 - 3 | Émirats arabes unis |  |  |
|             |        |       |                     |  |  |

|  | Portugal | 4 - 6 | Espagne |  |  |
|  |          |       |         |  |  |

### Journée 3
| 9 août 2009 | Espagne | 10 - 3 | Émirats arabes unis |  |  |
|             |         |        |                     |  |  |

|  | Portugal | 6 - 4 | Brésil |  |  |
|  |          |       |        |  |  |

### Classement final
| Rang | Équipe              | Pts | J | G | N | P | Bp | Bc | Diff |
| ---- | ------------------- | --- | - | - | - | - | -- | -- | ---- |
| 1    | Portugal            | 6   | 3 | 2 | 0 | 1 | 13 | 11 | +2   |
| 2    | Brésil              | 6   | 3 | 2 | 0 | 1 | 14 | 10 | +4   |
| 3    | Espagne             | 3   | 3 | 1 | 0 | 2 | 17 | 8  | +9   |
| 4    | Émirats arabes unis | 0   | 3 | 0 | 0 | 3 | 7  | 14 | -7   |

## Trophées individuels
- Meilleur joueur :  Madjer
- Meilleurs buteurs :  Amarelle (7 buts)
- Meilleur gardien :  Mão